# 金城安紀
金城 安紀（きんじょう やすのり、1963年11月1日 - ）は沖縄県コザ市（現：沖縄市）の出身の琉球民謡登川流師範免許保持者。登川流師範として「金城 安紀」、琉球民謡歌手として「の～り～」の愛称で知られる。
自らが作詞作曲した曲を、自らの弾く三線に合わせて歌う。

## 略歴
- 1963年11月1日 沖縄県コザ市に生まれる
- 1974年 照屋林助師匠に弟子入り野村流古典音楽を学ぶ
- 1976年 登川誠仁師匠に弟子入り琉球民謡を学ぶｌ
- 1981年 田場盛信民謡グループの一員として各余興・TV・CM等に出演
- 1984年 上原直彦ラジオ番組オープニング曲「島や唄遊び」レコーディング他3曲
- 1993年 福岡県に転居
- 1994年 春日市にて「琉球島唄の会」発足・12月バンド「NORY－NORI」結成
- 1996年 天神三線クラブ講師に就任
- 2002年 12月16日CD「いちまでいん」発売
- 2003年 琉球民謡登川流師範免許取得
- 2005年 琉球フェスティバル05 in 福岡 にて登川誠仁・知名定男・夏川りみなどと共演
- 2006年 CD「かりーの唄」発売
- 2008年～2010年 琉球の風出演：上海万博出演：カンボジア子供育成出演secondアルバム【星に願てぃ】発売
- 2018年６月14日 ３枚目アルバム「うりが男親」リリース

主な共演：南こうせつ、宇崎竜童、BEGIN、宮沢和史、夏川りみ、かりゆし58

## 代表曲
- 親思い
- いちまでぃん
- 島原
- かりーの唄
- 星に願てぃ
- 平和の礎